# 25584 Zhangnelson
25584 Zhangnelson este un asteroid din centura principală de asteroizi.

## Descriere
25584 Zhangnelson este un asteroid din centura principală de asteroizi. A fost descoperit pe 15 decembrie 1999 la Socorro, New Mexico, în cadrul proiectului LINEAR. Asteroidul prezintă o orbită caracterizată de o semiaxă mare de 2,64 ua, o excentricitate de 0,06 și o înclinație de 3,3° în raport cu ecliptica.